# Премія фонду Тараса Шевченка
Премія «В своїй хаті своя й правда, і сила, і воля» — заснована 1994 року Всеукраїнським благодійним культурно-науковим фондом імені Т. Г. Шевченка.
Премію присуджують щорічно за багаторічний подвижницький або вагомий внесок у відродження та розбудову Української держави трьом номінантам — двом з України, одному з-за кордону.
Подання на здобуття премії можуть вноситись громадськими організаціями, творчими колективами та іншими об'єднаннями. Право висунення на здобуття премії має також правління Фонду. Самовисунення не допускається
Лауреати премії оголошуються в ЗМІ до 22 травня. Дипломи урочисто вручають лауреатам особисто на могилі Тараса Шевченка в м. Канів у поминальну суботу напередодні свята Святої Трійці.

## Лауреати премії (1994—2018рр.)
- Дмитро Чередниченко — письменник (м. Київ)
- Петро Ротач — письменник, просвітянин (м. Полтава)
- Лариса Залеська Онишкевич — президент НТШ в 2000—2006 рр. (США)
- Володимир Гаранін — письменник (м. Одеса)
- Емма Бабчук — радіожурналістка (м. Київ)
- Катерина Кричевська-Росандич — художниця (США)
- Петро Пастух — громадський діяч, мовознавець (м. Луганськ)
- Олекса Ющенко — письменник, популяризатор творчості Т. Шевченка
- Дмитро Штогрин — професор Іллінойського університету (США)
- Колектив Стрітівської вищої педагогічної школи кобзарського мистецтва (Київська обл.)
- Григорій Гуртовий — краєзнавець (Волинська обл.)
- Іван Яцканин — український письменник (Словаччина)

2010
- Григорій Рудницький — журналіст, шевченкознавець (м. Сімферополь)
- Валеріан Ревуцький — театрознавець (Канада)
- Йосип Струцюк — письменник (Волиньська обл.)

2011
- Григорій Зленко — письменник, дослідник української літератури (м. Одеса)
- Любов Каплун — директорка технічного ліцею (Тернопільська обл.)
- Тетяна Лебединська — науковиця, дослідниця українсько-російських культурних взаємин (Росія)

2012
Подружжя Конончуків — літературознавці, просвітяни (м. Київ)
- Віктор Жадько — науковець,письменник, журналіст, краєзнавець (м. Київ)
- Михайло Мачока — діяч української діаспори (Румунія)

2013
- Роман Коваль — письменник, краєзнавець (м. Київ)
- Микола Палієнко — письменник, громадський діяч (м. Одеса)
- Доктор магістр Руперт Кльотцтл — президент Міжнародного Товариства ім. Павла Чубинського в 2005—2009 рр. (Австрія)

2014
- Сергій Гальченко — дослідник та популяризатор Шевченківської спадщини (м. Київ)
- Людмила Красицька — культурно-просвітницька діячка, письменниця (м. Київ)
- Микола Мушинка — науковець, дійсний член НТШ, іноземний член НАН України (Словаччина)

2015
- Роман Круцик — державний, політичний, громадський діяч (м. Київ)
- Борис Гуменюк — письменник, учасник АТО (м. Київ)
- Доріана Блохин — професор, член-кореспондентка Академії наук США (Німеччина)

2016
- Василь Яременко — вчений–філолог, професор (м. Київ)
- Василь Довжик — письменник, актор (м. Київ)
- Олексій Коновал — громадський діяч української діаспори, дослідник та пошуковець невідомих сторінок української культурної спадщини (США)

2017 ?
- Григорій Клочек — критик, літературознавець, новатор педагогічної справи (м. Кропивницький)
- Олександер Шугай — письменник, дослідник невідомих сторінок української культурної спадщини (м. Київ)
- Катерина Макаренко — культурна та громадська діячка (Сумська обл.)

2018 ?
- Захарі Іванов — поет, перекладач на болгарську мову численних творів української поезії (Болгарія)
- Даля Грибаускайте — президент Республіки Литва
- Валерій Бабич — політичний діяч, економіст, меценат (м. Київ)
- Дмитро Малаков — краєзнавець (м. Київ).

Інші
Серед лауреатів премії — перший Президент України в екзилі Микола Плав'юк, письменники Василь Барка, Валерій Шевчук, професор Аркадій Жуковський, кобзар Василь Литвин та інші.